# كيندال فليتشير
كيندال فليتشير (بالإنجليزية: Kendall Fletcher)‏ (6 نوفمبر 1984 في الولايات المتحدة - ) هي لاعبة كرة قدم أمريكية في مركز الدفاع. شاركت مع منتخب الولايات المتحدة تحت 20 سنة للسيدات لكرة القدم ومنتخب الولايات المتحدة تحت 23 سنة للسيدات لكرة القدم ‏ ومنتخب الولايات المتحدة لكرة القدم للسيدات. أما مع النوادي، فقد لعبت مع سكاي بلو وسياتل رين وكانبيرا يونايتد وSaint Louis Athletica ‏ وMelbourne Victory FC (W-League) ‏ وCentral Coast Mariners FC (women) ‏ وPali Blues ‏ وNew Jersey Wildcats ‏ وCarolina Dynamo (W-League) ‏ وHudson Valley Quickstrike Lady Blues ‏ وVittsjö GIK ‏ وLos Angeles Sol ‏.

## وصلات خارجية
- كيندال فليتشير على موقع الاتحاد الدولي (مؤرشف)  (الإنجليزية)
- كيندال فليتشير على موقع قاعدة بيانات كرة القدم.إي يو (الإنجليزية)
- كيندال فليتشير على موقع Soccerway.com (الإنجليزية)